# Външна политика на Австралия
В последните десетилетия външните отношения на Австралия са белязани от тясната връзка със Съединените американски щати, подписването на договора АНЗЮС и желанието за развитие на отношенията с Азия и страните от Тихоокеанския форум, особено чрез АСЕАН и Форума на Тихоокеанските острови.
Отношенията с Обединеното кралство също са изключително тесни. През 2005 година Австралия присъства на първата Среща на върха на страните от Източна Азия. Член е на Британска общност на народите, в която срещите между правителствените ръководители на тези държави представляват главния форум за сътрудничество между страните, които влизат в състава на Общността.
Голяма част от усилията на австралийската дипломация са фокусирани върху либерализирането на международната търговия и премахването на квотите за внос. Това води до създаването на т.нар. Cairns Group и на Организацията за Азиатско-тихоокеанско икономическо сътрудничество. Австралия е член на Организацията за икономическо коопериране и развитие и на Световната търговска организация, подписала е редица двустранни търговски договори, последните от които са Споразумението за свободна търговия между Австралия и САЩ и Договорът за близки икономически отношения с Нова Зеландия. Австралия е сред страните основателки на Организацията на обединените нации и поддържа международна програма за помощ, чрез която 60 държави получават подкрепа.
Австралийските въоръжени сили се състоят от Кралския австралийски военноморски флот, Австралийската армия и Кралските австралийски военновъздушни сили, които общо наброяват 53 000 души. Всички части на Австралийските въоръжени сили са взимали участие в различни омиротворителни мисии, както регионални, така и под патронажа на ООН (Източен Тимор, Соломоновите острови, Судан), в помощ след природни бедствия и въоръжени конфликти, включително и в Ирак през 2003 година. Началникът на въоръжените сили се назначава от Правителството (тази длъжност изпълнява маршал Ангъс Хюстън). За 2006-2007 г. е отделен бюджет за въоръжените сили от 19 млрд. австралийски долара.